# Uvaria cuneifolia
Uvaria cuneifolia este o specie de plante angiosperme din genul Uvaria, familia Annonaceae. A fost descrisă pentru prima dată de Joseph Dalton Hooker și Thomas Thomson, și a primit numele actual de la L. L. Zhou, Y. C. F. Su och R.. Conform Catalogue of Life specia Uvaria cuneifolia nu are subspecii cunoscute.